# Xantolis baranensis
Xantolis baranensis là một loài thực vật có hoa trong họ Hồng xiêm. Loài này được Paul Lecomte miêu tả khoa học đầu tiên năm 1930 dưới danh pháp Sideroxylon baranense. Năm 1957 Pieter van Royen chuyển nó sang chi Xantolis.
Theo Plants of the World Online, loài này có tại Việt Nam.

## Tên gọi
Phạm Hoàng Hộ trong sách Cây cỏ Việt Nam quyển 1, mục từ 2549, trang 638 in là Xantolis barauensis (Lec.) van Royen. Ma dương Bà-rau....Gỗ đỏ cứng, tốt, làm cột. Bà-rau, Phan rang. Các tài liệu thực vật học tiếng Việt khác gọi nó là ma dương Bà-rau hay ma dương Bà Râu hoặc sến găng Bà Râu.
Tuy nhiên, danh pháp Xantolis barauensis lại không được ghi nhận trong các tài liệu thực vật học quốc tế. Cụ thể, các mẫu isotype MNHN-P-P00649463 và MNHN-P-P00649464 cũng như mẫu MNHN-P-P00649462 lưu tại MNHN ghi chép là "Name: Xantolis baranensis (Lecomte) P.Royen; Verbatim locality: Annam: Ba-Ran, province de Phanrang". Địa danh ghi chép trong hồ sơ kèm theo các mẫu vật này là chữ viết tay của M. Poilane năm 1924, không thể phân biệt đó là Ba Ran hay Ba Rau.
Tại tỉnh Phan Rang cũ và tỉnh Ninh Thuận ngày nay chỉ có các địa danh liên quan tới Bà Râu (từ tiếng Raglai B'rau) như thôn Bà Râu 1, thôn Bà Râu 2 thuộc xã Lợi Hải (11°42′49″B 109°3′12″Đ / 11,71361°B 109,05333°Đ) huyện Thuận Bắc hay hồ Bà Râu (11°44′31″B 109°1′59″Đ / 11,74194°B 109,03306°Đ), nhà thờ Bà Râu. Vì thế, nếu loài này được đặt tên theo địa danh nơi thu thập mẫu vật thì danh pháp đúng phải là Xantolis barauensis.